# 法蘭西斯科·林多爾
法蘭西斯科·米格爾·林多爾（英語：Francisco Miguel Lindor, 1993年11月14日—），為美國職棒大聯盟的游擊手。目前效力於紐約大都會，他先前曾效力於印地安人。身高180公分，體重86公斤。
2016年，他入選明星賽，還拿下金手套獎。成為史上首位拿下金手套的波多黎各籍游擊手。
2011年美國職棒大聯盟選秀，克里夫蘭印地安人隊在第1輪第8順位選進了林多爾。2013年，他被評為印地安人隊的頭號新秀。

## 職業生涯

### 克里夫蘭印地安人
2015年
6月14日，林多爾登上大聯盟。他擔任代打並擊出大聯盟首安。他在9月打擊率為3成62，並獲選美聯單月最佳新秀。該季他打擊率3成13，12轟51分打點。他在美聯年度最佳新秀票選中排行第二，僅次於卡洛斯·柯瑞亞。
2016年：世界大賽
該季他打擊率為3成01，15轟78分打點，19次盜壘成功。他擊敗了荷西·伊格萊西亞斯和安德瑞爾頓·西蒙斯拿下金手套獎。該年印地安人闖入季後賽，林多爾擊出16支安打，他在世界大賽擊出6支安打。該年他還拿下白金金手套獎，在美聯MVP票選中排名第9。
2017年
4月5日，他擊出生涯首支滿貫砲。7月22日，他擊出生涯首支再見轟。
2017年美國聯盟分區賽，林多爾在第二場面對洋基隊擊出滿貫砲，成為史上第3位達成此成就的游擊手。
該年他打擊率為2成73，33轟89分打點。他拿下首座銀棒獎，在美聯MVP票選排名第5。
2018年
5月初，林多爾連續2週拿下美聯單週最佳球員。5月12日和6月1日，他單場雙響砲且擊出2支二壘安打，成為史上第4位達成2次單場雙響和單場2支二壘打的球員。
7月10日，林多爾在明星賽前達成80得分。打破1996年埃德加·馬丁尼茲締造的79分，成為波多黎各籍選手中，在明星賽前得分最多的球員。他連續3年入選明星賽。該年他打擊率為2成77。
他在美聯分區賽打擊率為3成64，不過印地安人最終遭到太空人隊橫掃出局。
2020年，林多爾出賽60場比賽，打擊率2成58，並敲出8轟與27分打點。

### 紐約大都會
2021年1月7日，印地安人將林多爾和卡洛斯·卡拉斯可交易至大都會，換來艾梅德·羅薩里奧、Andrés Giménez和兩名小聯盟球員。
林多爾和大都會達成簽約協議了，雙方將簽下10年3.41億美元合約，不過合約從明年賽季開始執行，因此他可以從大都會手中拿到11年3.623億美元。

## 國際賽
2017年世界棒球經典賽，林多爾代表波多黎各隊出賽。他在D組獲選為MVP。他在第一輪比賽中，打擊率4成55，5安2轟。波多黎各隊一路闖到決賽，不過最終輸給美國隊，拿下亞軍。不過林多爾成功獲選為經典賽明星隊成員。

## 外部連結
- 球員資訊和成績在MLB ，ESPN ，Retrosheet ，Baseball Reference ，Baseball Reference (Minors) ，Fangraphs ，The Baseball Cube （英文）
- 法蘭西斯科·林多爾的X（前Twitter）